# Шыладор
Шыладор — деревня в Сыктывдинском районе Республики Коми России. Входит в состав сельского поселения «Слудка».
Деревня Шыладор находится на реке Пожег (нижний приток Вычегды). К юго-западу от деревни Шыладор находится посёлок Новоипатово, к северо-западу — деревня Ипатово.

## Население
| 2010 |
| ---- |
| 34   |

## Известные уроженцы
- Михаил Павлович Доронин — коми писатель, поэт, критик и публицист. Член Союза писателей СССР 1934 года.